# Teatervidenskab
 Denne artikel omhandler overvejende eller alene danske forhold. Hjælp gerne med at gøre artiklen mere almen.
Teater og performancestudier (tidligere Teatervidenskab) er en uddannelse placeret på Institut for Kunst- og Kulturvidenskab på Københavns Universitet. Teatervidenskab er en teoretisk funderet uddannelse, som omhandler teatret som kunstart.

## Eksterne kilder og henvisninger
- Om uddannelsen på  Arkiveret 20. juni 2012 hos  Wayback Machine Københavns Universitets websted.

| Skole | Spire Denne artikel om en skole, en uddannelsesinstitution eller uddannelse er en spire som bør udbygges. Du er velkommen til at hjælpe Wikipedia ved at udvide den. |